# ميتشيل برايس
ميتشيل برايس (بالإنجليزية: Mitchell Price) هو لاعب كرة قدم أمريكية أمريكي، ولد في 10 مايو 1967 في جاكسونفيل في الولايات المتحدة.